# Lessines-i Aegidius
Lessines-i Aegidius (latinul: Aegidius de Lessina, franciául: Gilles de Lessines), (1230 körül – 1304 után) középkori francia filozófus.
Domonkos-rendi szerzetes volt, és 1278-ban keletkezett De unitate formae című iratot hagyott az utókorra. A mű az úgynevezett egyedi szubsztanciákkal foglalkozik. Aegidius szerint minden egyedi szubsztanciának csak egyetlen formája van, amelytől esse specifucumát kapja, azaz azt, ami meghatározza a fajának lényegét.